# Quévreville-la-Poterie

Quévreville-la-Poterie este o comună în departamentul Seine-Maritime, Franța. În 1 ianuarie 2022 avea o populație de 1.036 de locuitori.